# Ревручей
Ревручей — ручей в России, протекает по территории Пайского сельского поселения Прионежского района Республики Карелии, а также Подпорожского городского поселения Ленинградской области. Длина ручья — 10 км.
Ручей берёт начало из Пайозера на высоте 132 м над уровнем моря и далее течёт преимущественно в северо-восточном направлении.
Ручей в общей сложности имеет два малых притока суммарной длиной 2,5 км. Один из них, правый, вытекает из Кайдозера.
Впадает на высоте выше 77 м над уровнем моря в реку Пай. Пай впадает в реку Ивенку (ниже — Ивину), впадающую в Верхнесвирское водохранилище, через которое протекает река Свирь.
В верхнем течении Ревручей пересекает линию железной дороги Санкт-Петербург — Мурманск в районе платформы Пай и одноимённого с ней посёлка.
Код объекта в государственном водном реестре — 01040100712202000012247.